# 世界遊戯法大全
『世界遊戯法大全』（せかいゆうぎほうたいぜん）は、1907年に日本で発行された、古今東西の様々な"遊び"、"遊戯"について、その遊び方やルールを詳細に紹介した書籍である。
以下、多くは本来旧字体の漢字で書かれるべき部分を多く含むが、一旦現代の表記で書くことにする。

## 概要
本書に選択・収載された遊戯の数は目次に従うなら800を超え現代の遊戯の原点がどのようであったかをうかがい知る上で貴重な資料となっている。
ポーカー、ドミノ、ババ抜き、ソリティア、◯×ゲーム、タングラム、ホイスト、ハノイの塔など現在も遊ばれている世界の遊びの紹介はもちろん、双六、花札、ひろいもの、百人一首など日本の遊びも網羅されている。オセロの原型になったイギリスのゲームであるリバーシ（当時の表記は「レヴァルシー」）を日本に紹介した最初期の文献としても知られる。
その他、現在では遊ばれなくなった遊びも非常に多くあるがどれも遊びの歴史を学ぶ上で歴史的に価値のある内容である。
それぞれの遊びの解説は、すぐにも遊び始めることができる内容に到っており、明治時代に書かれた書物であるがそのまま現代の遊びのルールブックとして使えるほどである。また単に東洋西洋の遊びの紹介にとどまらず具体的で、何世紀から遊ばれているかなどの歴史的背景や、攻略法、数学的考察など詳しく描かれている。そしてその一つ一つに編者松浦の解釈や例示やユーモアに満ちた解説が豊富に付けられた、まさに遊びの集大成本であると言える。

## 内容
内訳は大きく以下の5篇に分けられ、主に室内遊戯を採り上げた内容になっている。
- 第一篇　単独遊戯
- 第二篇　相対遊戯
- 第三篇　団欒遊戯
- 第四篇　団体遊戯
- 第五篇　余興遊戯

単独遊戯はソリティアやパズルなど1人で遊ぶことができるもの、相対遊戯はボードゲームなど2人で遊ぶことができるもの、団欒遊戯・団体遊戯はカードゲームなどみんなで遊ぶことができるものが紹介されている。一部にはテーブルテニスなどスポーツも含む。余興遊戯は手品などパーティ会場などで披露することができるものが紹介されている。
世界で遊ばれていた有名遊戯はもちろんの他「紙細工」のようなものから「バナゝを瓶に入れる方法」や道ゆく犬の色を当てる「犬数へ」、罰ゲームリスト、などのたいへん他愛のない遊びまでもが数に含まれており、また百人一首の「早取法」や紙切りにおける「楕円の切方」など遊戯そのものと言うより工夫や攻略法の一種のようなものまでが1項目を与えられていて、昔から同じような遊びや余興や考え方が大衆に好まれていたことをしのばせ、当時の風俗・教養をうかがい知るよすがともなっている。
ボードゲームであれば盤面遊びとして双六と並んで紹介されている点、またその双六も当時は一般的だった和双六で、かつ西洋のバックギャモンに当たることにも言及してあえて一緒に並べている点などが、編者の収集眼の的確さと造詣の深さを物語っている。また、1907年当時でトランプの語源を紹介し、日本ではトランプの名で普及しているが外国では意味が違うことをこの時点で指摘している。
一方ではフォックスアンドヘンズ（または本書中のように「狐と鵞鳥」）の解説に見られる「十六むさし」など、日本国内で本当の意味でよく知られていた類の遊びについては却って言及が少ないようで、当時の「日本の遊び」の全てを網羅しているわけではない。それを証拠に本将棋などあまりにも普及している遊びはさけ、その代わりに回り将棋や飛び将棋、弾き将棋など派生した遊びを紹介している。
また本書には世界の遊び名を原名と和訳を同時に載せており、その遊びが編者松浦によってどのような和訳で紹介されたか興味深くなっている。「ボーカー」=ポーカー、「そうですか」（=ダウト）、「お婆抜き」などと現在とは違う和訳も多いが、そのまま定着した和訳もある。
松浦はさらに続く3篇「戸外遊戯」「季節遊戯」「英語遊戯」を合わせて再度刊行する意気込みがあったようだが、これは実現しなかった。復刻版の解説者の秦はこの理由を、この種の書籍としては1円40銭という価格は非常に高価で、あまり流布しなかったためかも知れない、と推測している。

## 書誌情報
『世界遊戯法大全』
編者：松浦政泰
出版社：博文館
印刷年月日：1907年12月19日
発行年月日：1907年12月23日
定価：1円40銭
同、復刻版
編者：（同上）
解説・監修：秦芳江
出版社：本邦書籍（株）
発行年月日：1984年11月10日
定価：3900円